# Gymnogramma subglandulosa
Gymnogramma subglandulosa là một loài dương xỉ trong họ Pteridaceae. Loài này được Hook. & Grev. mô tả khoa học đầu tiên năm 1828.
Danh pháp khoa học của loài này chưa được làm sáng tỏ. 